# 님나무
님나무(힌디어: नीम 님, 영어: nimtree 님트리[*])는 멀구슬나무과의 상록 교목이다. 미얀마, 방글라데시, 인도가 원산지로 남아시아의 열대 지역에서 자생하며, 그 외에도 동남아시아 지역 및 태평양·인도양의 몇몇 섬 지역에서도 재배가 이루어진다. 열매인 님과 그 씨가 님기름을 만드는 데 쓰인다.

## 사진

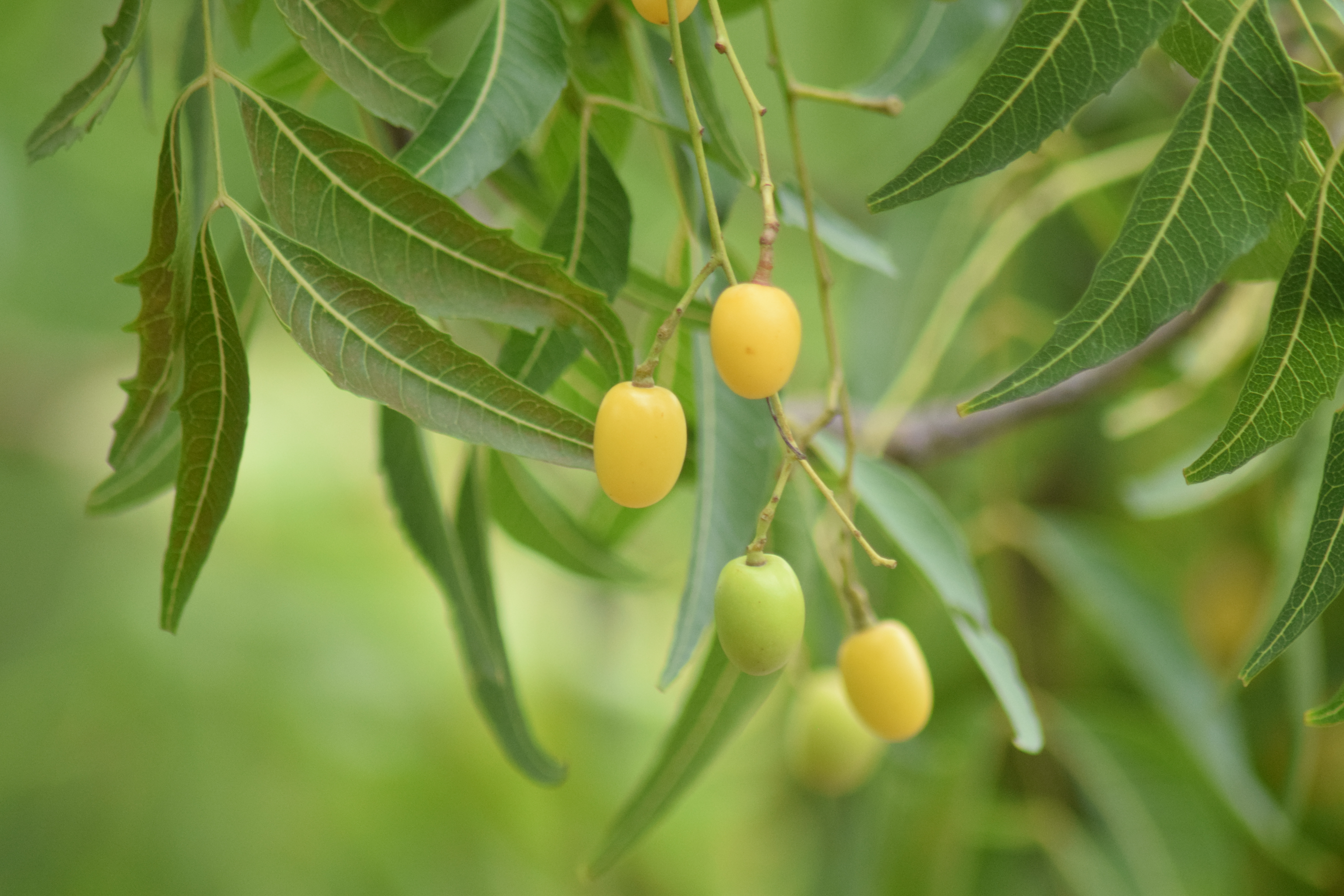
님 (열매)

## 같이 보기
- 아유르베다
- 님기름